# Meganisoptera
Protodonata
Ordre
Familles de rang inférieur
- † Aulertupidae (Zessin et Brauckmann, 2010)
- † Kohlwaldiidae (Guthörl, 1962)
- † Meganeuridae (Handlirsch, 1906)
- † Namurotypidae (Bechly, 1996)
- † Paralogidae (Handlirsch, 1906)

Synonymes
- † Protodonata C. Brongniart, 1893

Les Meganisoptera, méganisoptères en français, constituent un ordre éteint d'insectes ayant vécu à la fin du Paléozoïque, du (Carbonifère supérieur à la fin du Permien), soit il y a environ entre 320 et 252 Ma (millions d'années) ; certains étaient de grande taille, avec une envergure atteignant jusqu'à 71 centimètres.
L'ordre était autrefois nommé Protodonata, en référence à leur apparence similaire et en relation supposée avec les odonates (demoiselles et libellules). Bien que la plupart des méganisoptères ne soient que légèrement plus grands que les odonates modernes, c'est parmi eux que l'on trouve les plus grandes espèces d'insectes ayant vécu, Meganeura monyi du Carbonifère supérieur et Meganeuropsis permiana du Permien inférieur. C'est pourquoi les méganisoptères sont communément appelés « libellules géantes », bien qu’ils ne soient pas des libellules au sens strict.

## Description

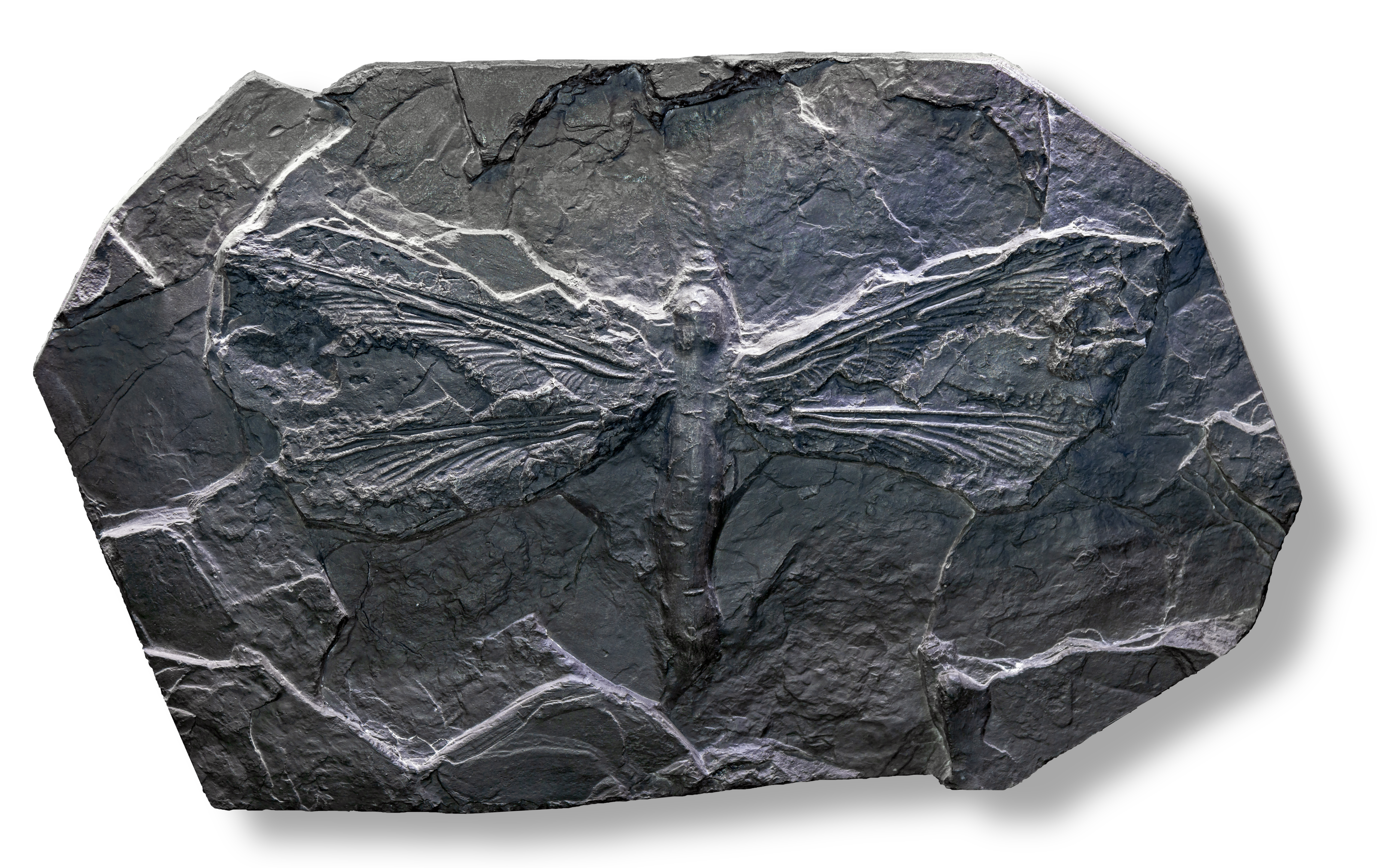
La « libellule géante » du Carbonifère supérieur, Meganeura monyi, atteint une envergure d'environ 68 centimètres (Muséum de Toulouse).

Par rapport aux odonates, les nervures des ailes antérieures et postérieures sont similaires (trait primitif) sauf vers l'arrière de la zone de l'aile postérieure. Les ailes antérieures sont généralement plus mince et légèrement plus longue que l'aile postérieure. Contrairement aux Odonates, ils n'ont pas de pterostigma, et des motifs aux nervures des ailes plus simples.
La plupart des spécimens de  méganisoptères sont principalement connus grâce à des fossiles de fragments d'ailes, peu grâce à des ailes complètes, et encore moins (famille des Meganeuridae) grâce à des corps complets. Ils sont composés d'une tête globuleuse montrant de grandes mandibules dentées, des pattes munies de poils, un grand thorax, et un abdomen long et mince. Ils étaient, comme les libellules actuelles, très probablement des prédateurs.
Quelques nymphes sont également répertoriées. Elles sont composées de pièces buccales similaires à celles des nymphes de libellules modernes, ce qui suggère qu'ils étaient également des prédateurs aquatiques actifs.
Bien que parfois inclus dans les « libellules », les Meganisoptera manquent de certains signes distinctifs au niveau de l'aile, qui caractérisent les odonates. Grimaldi et Engel, soulignent que le terme populaire « libellule géante » est donc impropre.

## Taille

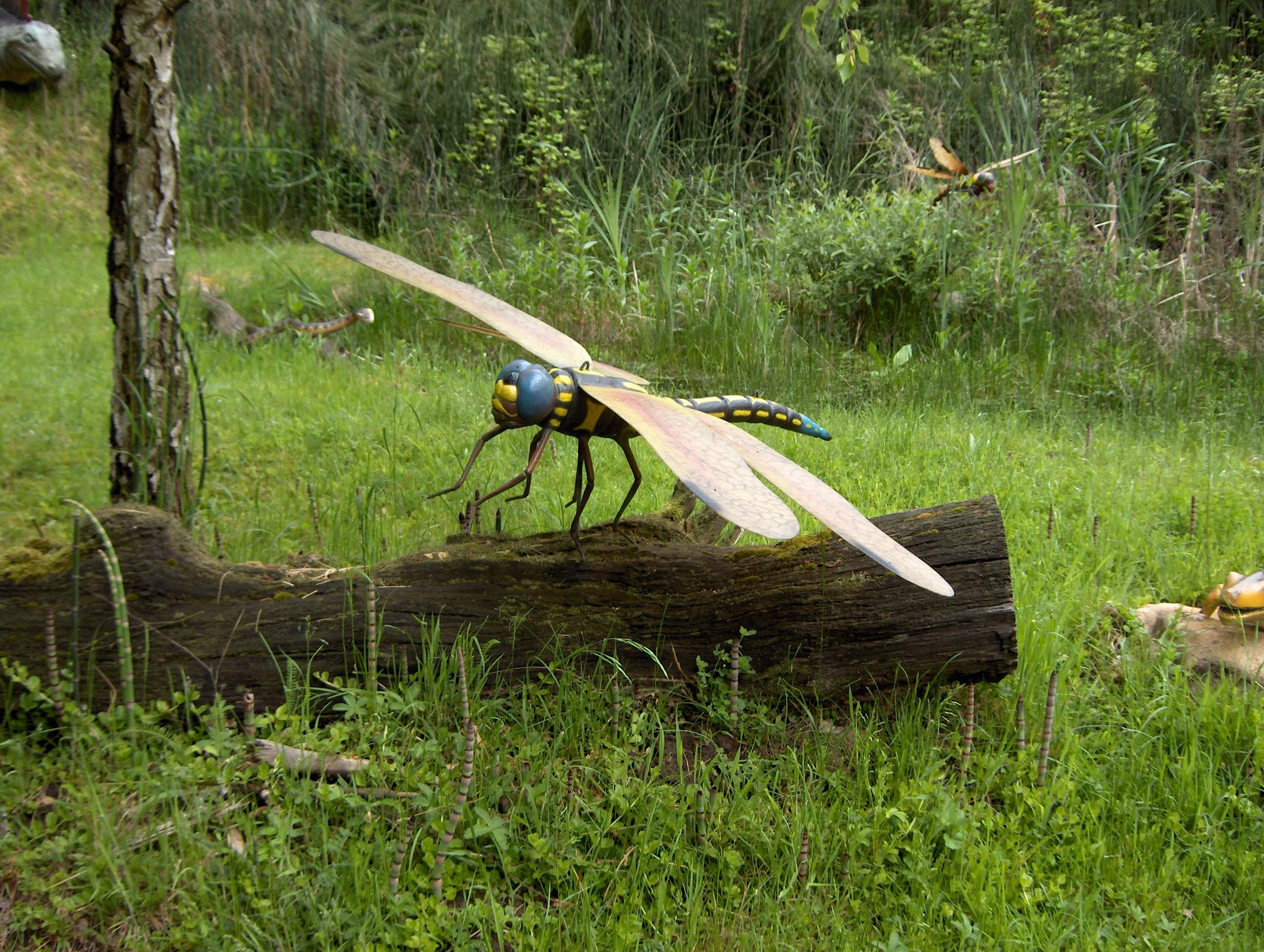
Maquette de Meganisoptera, avec les erreurs habituelles : tête et coloris de libellule moderne, ptérostigma sur les ailes antérieures.

La taille importante de ces insectes posa la question de leur physiologie. Dépourvus de poumons, les insectes absorbent l'oxygène par l'intermédiaire d'un réseau ouvert de stigmates, de trachées et de trachéoles, en effectuant des contractions musculaires, comprenant « des cycles rapides de compression et d'expansion ». Ce système d'absorption crée de nos jours une limite supérieure à la taille générale du corps, or les insectes préhistoriques ont dépassé cette limite. Il a été proposé en 1911 par Harlé que l'atmosphère de l'époque contenait probablement plus d'oxygène que les 20% actuels. Cette théorie fut rejetée par la communauté scientifique de l'époque, mais a récemment retrouvé du crédit à la suite d'une étude plus approfondie de la relation entre le gigantisme et la disponibilité en oxygène. Si cette théorie est correcte, les insectes géants, confrontés à la baisse des niveaux d'oxygène, ont soit disparu, soit diminué leur taille. Les théories du gigantisme des insectes comportent cependant une incohérence : de grandes espèces d'une envergure de 45 centimètres ont également vécu au Permien supérieur (sites du bassin de Lodève, en France), alors que la teneur en oxygène de l'atmosphère était déjà beaucoup plus faible qu'au Carbonifère ou au Permien inférieur.
Des recherches récentes à propos de l'énergie du vol des insectes et des oiseaux modernes suggèrent que ce n'est pas seulement la quantité d'oxygène mais aussi la densité de l'air qui pourraient limiter la taille des espèces. G. Bechly suggéra en 2004 que l’absence de vertébrés aériens prédateurs permit aussi aux insectes ptérygotes d’atteindre de grandes tailles pendant les périodes carbonifère et permienne, et qu'une « course au gigantisme » évolutive a pu avoir lieu entre les Palaeodictyoptera à régime alimentaire végétarien, et leurs prédateurs du genre Meganeura.

## Classification
Selon la Paleobiology Database, il existe 5 familles dans cet ordre, regroupant 53 espèces ; toutes sont éteintes.